# Sânpetru de Câmpie
Sânpetru de Câmpie (in ungherese Uzdiszentpéter, in tedesco Petersdorf) è un comune della Romania di 3068 abitanti, ubicato nel distretto di Mureș, nella regione storica della Transilvania. 
Il comune è formato dall'unione di 6 villaggi: Bârlibaș, Dâmbu, Satu Nou, Sângeorgiu de Câmpie, Sânpetru de Câmpie, Tușinu.
Principale monumento del comune è il tempio Calvinista Riformato, costruito nel XIV secolo.